# Шевченко Віталій Вікторович
Віта́лій Ві́кторович Шевче́нко (рос. Виталий Викторович Шевченко, азерб. Vitali Şevçenko Viktor oğlu, нар. 2 жовтня 1951, Баку) — радянський футболіст, нападник, згодом — радянський та російський футбольний тренер.
Як гравець насамперед відомий виступами за одеський «Чорноморець» та національну збірну СРСР. Як тренер працював з низкою ізраїльських, російських та українських команд.

## Клубна кар'єра
У дорослому футболі дебютував 1968 року виступами за команду клубу «Нефтчі» з рідного Баку, в якій провів три сезони, взявши участь у 85 матчах чемпіонату.
Своєю грою за цю команду привернув увагу представників тренерського штабу клубу «Динамо» (Київ), до складу якого приєднався 1972 року. Відіграв за київських «динамівців» наступні три сезони своєї ігрової кар'єри, протягом яких, втім, виходив на поле лише в 7 матчах першостей СРСР.
1975 року перейшов до «Чорноморця», у складі якого отримав постійне місце в основному складі та провів наступні шість років своєї кар'єри гравця.
Завершив ігрову кар'єру у клубі «Локомотив» (Москва), за команду якого виступав протягом 1982—1983 років.

## Виступи за збірну
1970 року дебютував в офіційних матчах у складі національної збірної СРСР. Протягом кар'єри у національній команді, яка тривала усього 3 роки, провів у формі головної команди країни 12 матчів, забивши 4 голи.

## Кар'єра тренера
Розпочав тренерську кар'єру невдовзі по завершенні кар'єри гравця, 1986 року, очоливши тренерський штаб клубу «Локомотив» (Москва).
1992 року виїхав працювати за кордон, спочатку до Болівії, де працював з командою клубу «Болівар», а 1994 — до Ізраїлю, де тренував футболістів «Хапоеля» (Беер-Шева) та «Хапоеля» (Рішон-ле-Ціон).
1996 року повернувся до Росії, провів по одному сезону на тренерських містах команд «Уралмаш», «СОЮЗ-Газпром» та «Уралан».
Протягом 1999—2002 років працював з московським «Торпедо», 2000 року привів команду до «бронзи» російської футбольної першості. 2002 року залишив московську команду, яка стикнулася з фінансовими труднощами, і прийняв команду «Сатурн» (Раменське), ще за два роки, у 2004, працював з «Ростовом», а в 2006 — з грозненським «Тереком».
У 2004—2005 та 2007—2008 роках працював в Україні, відповідно з донецьким «Металургом» та одеським «Чорноморцем».
Наразі останнім місцем тренерської роботи був клуб «Ротор», команду якого Віталій Шевченко очолював як головний тренер 2010 року.